# Верхняя Рассольная
Верхняя Рассольная — деревня в Пермском районе Пермского края. Входит в состав Двуреченского сельского поселения.

## Географическое положение
Расположена на левом берегу реки Рассольная (приток Сыры) примерно в 30 км к юго-востоку от административного центра поселения — села Ферма, и в 40 км к юго-востоку от центра города Перми.

## Население
| 2010 |
| ---- |
| 15   |

## Улицы[2]
- Рассольная ул.
- Садовая ул.
- Центральная ул.

## Топографические карты
- Лист карты O-40-78 Серга. Масштаб: 1 : 100 000. Состояние местности на 1983 год. Издание 1984 г.